# 노량진역
노량진역(Noryangjin Station, 鷺梁津驛)은 서울특별시 동작구 노량진동에 있는 수도권 전철 1호선과 서울 지하철 9호선의 환승역이다.
경부선의 역은 1899년 9월 18일 경인선 개통과 함께 보통역으로 영업을 개시했는데, 당시의 역은 마포의 강 건너편 영등포에 권설(權設; 임시로 지음)한 것으로서, 당시의 보도에서는 ‘영등포 가설 정거장’으로도 불렸다. 1900년 7월 8일 경인선의 완전 개통과 함께 현재의 위치로 옮겼고, 개통 당시의 역무 설비는 철거하지 않았다가 추후 영등포역의 영업에 이용하게 된다. 1974년 8월 15일부터는 수도권 전철 1호선이 운행하기 시작했다. 광역철도 이외의 저상 승강장(6,7번) 일반 여객 영업은 2005년 1월 20일 이후로 취급하지 않고, 수도권 전철 1호선의 광역철도만 정차한다.
2016년 8월부터 경부선(1호선)측 출구에 엘리베이터와 에스컬레이터를 설치해 가동하고 있으며, 에스컬레이터 측 출구가 별도의 2번 출구로 표기돼 있다. 기존 역사 옆에 건물을 추가해 에스컬레이터와 엘리베이터를 설치한 방식으로 공사가 완료됐다. 추후 서울 경전철 서부선이 개통 되면 3개의 환승역이 될 예정이다.

## 역사
- 1899년 9월 18일: 경인선 인천~노량진 간 개통과 함께 영업 개시[4][6]
- 1900년 7월 4일: 한강철교 준공[7]
- 1900년 7월 8일: 경인선 노량진~경성 간 개통[8], 현재의 위치로 이전.
- 1960년 5월 27일: 사무관(5급)역으로 승격
- 1967년 7월 1일: 화물 취급 중지[9]
- 1968년 12월 30일: 역사 신축 착공
- 1971년 5월 15일: 역사 신축 준공
- 1974년 8월 15일: 수도권 전철 운행개시
- 1975년 9월 18일: 철도시발지 기념비 건립
- 1978년 11월 20일: 화물 취급 중지[10]
- 2001년 6월 1일: 특정통일호 에드몬슨 승차권 발매 중단 후 전산 통일호 전환.
- 2004년 4월 1일: 통일호 운행 중단 및 무궁화호 전환.
- 2005년 1월 20일: 일반열차 취급 중지 및 통과
- 2006년 5월 1일: 소화물 취급 중지[11]
- 2008년 12월 23일: 민자역사 착공식
- 2008년 9월 18일: 서울 지하철 9호선 역명을 노량진역으로 결정[12]
- 2009년 7월 24일: 서울 지하철 9호선 개화~신논현 구간 개통과 함께 지하역 영업 개시
- 2009년 12월 1일: 철도승차권 단말기 철거
- 2010년 5월: 1번 홈 승강장 개찰구 옆에 위치한 리프트를 수직형 리프트로 교체[13]
- 2011년 10월 5일: 서울 지하철 9호선 노량진역 환승 통로 착공[14]
- 2014년 5월 3~6일: 용산역 선로공사 관계로 천안급행이 이 역에서 시·종착
- 2015년 10월 18일: 노량진역 앞 육교 철거[15]
- 2015년 10월 31일: 경부선(1호선)과 9호선을 연결하는 환승 통로 개통
- 2016년 12월 26일: 완행 승강장 스크린도어 가동
- 2017년 5월 1일: ITX-청춘 (용산-대전) 급행승강장 정차
- 2017년 7월 7일: 경인선 특급 운행 개시
- 2018년 3월 23일: 경부선 ITX-청춘 폐지
- 2020년 10월 12일: 노량진역 9번 출입구 개통

### 민자역사
2002년 철도청은 지하철 1호선 노량진역 철도용 부지 38,650m2에 역무시설과 함께 백화점, 대형할인점, 복합영화관 등 지하 2층~지상 17층 규모의 판매·문화·업무시설을 짓는 사업을 위해 노량진역사㈜를 설립하고 2002년 12월 공모를 통해 진흥기업을 주관사로 선정했으나 주식 양도를 하는 방법으로 사업주관자 지위를 포기하고 1대 주주가 된 개인사업자가 노량진역사㈜의 대표이사가 됐다.
2002년 철도청 로비 명목으로 사업 파트너인 진흥기업에서 2억 5,000만 원을 받고 불법으로 사전분양을 하여 50여억원의 분양계약금을 챙긴 것에 대해 횡령•배임•알선수재 혐의로 2006년 법원에서 징역 2년6개월에 집행유예 4년을 선고받은 김모씨가 2007년 단독 사업주관자로 바뀐 이후 시공사에 벽산건설과 시공약정을 맺었지만, 바로 약정해지를 하고 정우개발과 시공계약을 맺었는데 정우개발이 공사실적을 조작한 사실이 드러나 이후에도 여러 업체로 시공사가 바뀌는 과정 끝에 사업은 중단되었다.
노량진역사㈜가 2003년부터 2010년 1월까지 상가 계약금 150억원보다 많은 약 200억원을 지출하면서 8~9명의 근무자 급여가 60억원이었고 구체적으로 1인당 연간 8,000만원이 넘는 정식 급여와 함께 ‘업무추진비 25만원, 체력단련비 30만원’에 연간 100만원 안팎의 법인카드를 사용했다. 그러다 최종적으로 부도가 났고, 130명의 상가 수분양자와 수백명의 사기 분양 피해자가 있다.
2009년 1월 노량진민자역사 공사 대금 50억 원의 약속어음 지급 기일을 변조해 행사한 혐의(유가증권변조) 등으로 서울동작경찰서, 노량진민자역사 내 상가 사기 분양 등과 관련해 서울중앙지검과 서울강북경찰서에서 수배를 받은 대표이사 김모씨가 "경기도 일산구에서 전라남도 장성군으로 거주지를 옮겼다"는 첩보를 입수한 서대문경찰서에 체포되었다.
노량진 민자역사가 2011년 법원에서 파산 선고를받은 것에 대한 불복 재판과 분양피해자 66명코레일을 상대로 "민자역사 상가 불법 분양으로 입은 손해 60억여원을 배상하라"며 제기된 집단소송이 진행되던 2012년 노량진 민자역사의 사업 시행자 지위 확인을 구하는 소송을 제기했으나 원고패소했다.
2008년 4월 3일 동작구에서 도시계획시설사업 시행자 지정 및 실시계획인가를 받아 한국철도공사와 노량진민자역사(주)가 업무협약으로 사업을 추진하던 중 2008년 1월 업무협약을 취소하고 서울시와 한국철도시설공단에 각각 건축허가취소, 점용허가취소를 요청하여 2014년 12월 18일 실시계획이 실효가 되면서 사업이 공식적으로 종료됐다.

## 역 구조
출구는 한국철도공사 소속 3개와 서울시메트로9호선 소속 6개로 총 9개가 있다.

### 1호선 승강장
승강장은 지상 1층에, 대합실 등 주요 역무 시설은 지상 2층에 있다. 1~5번 승강장은 수도권 전철 1호선에 사용되는 고상 승강장이며, 6, 7번 승강장은 경부선 여객열차에 사용되던 저상 승강장이나 현재는 사용되지 않는다. 1번 승강장에는 역 외부와 바로 연결되는 개찰구가 설치되어 있다. 출입구는 1곳이다. 3, 6, 7번 승강장을 제외한 모든 승강장에 스크린도어가 설치되어 있다. 과거 화물을 취급하던 저상홈 옆 공간에 콘크리트제 화물취급장이 2014년 경에 설치되어 화물 열차로 공사용 철강재 등을 운반 보관하는 등 일종의 화물 운송이 이루어지고 있다.
| ↑용산                             |
| \| ７ \| ６５ \| ４３ \| ２ \| １ |
| 대방↓                             |

| 1 | 경인선 | ● 수도권 전철 1호선 | 영등포 · 구로 · 부천 · 송내 · 동인천 방면 (급행•특급)       |
| 2 | 경부선 | ● 수도권 전철 1호선 | 용산 방면 (급행•특급)                                       |
| 3 | 경부선 | ● 수도권 전철 1호선 | 구로 · 인천 · 병점 · 서동탄 · 천안 · 신창 방면 (일반, 급행) |
| 4 | 경부선 | ● 수도권 전철 1호선 | 용산 · 광운대 · 의정부 · 연천 방면 (일반, 급행)             |

### 9호선 승강장
2면 2선의 상대식 승강장이 있는 지하역이며, 스크린도어가 설치되어 있다. 개찰구는 지하 1층에, 승강장은 지하 2층에 있다. 출구는 6개다.
| 샛강 ↑ |
| \| 하  |
| ↓ 노들 |

| 하행 | ● 서울 지하철 9호선 | 일반 · 급행 여의도 · 당산 · 가양 · 마곡나루 · 김포공항 · 개화 방면 |
| 상행 | ● 서울 지하철 9호선 | 일반 · 급행 동작 · 신논현 · 선정릉 · 중앙보훈병원 방면             |

## 환승 통로 문제

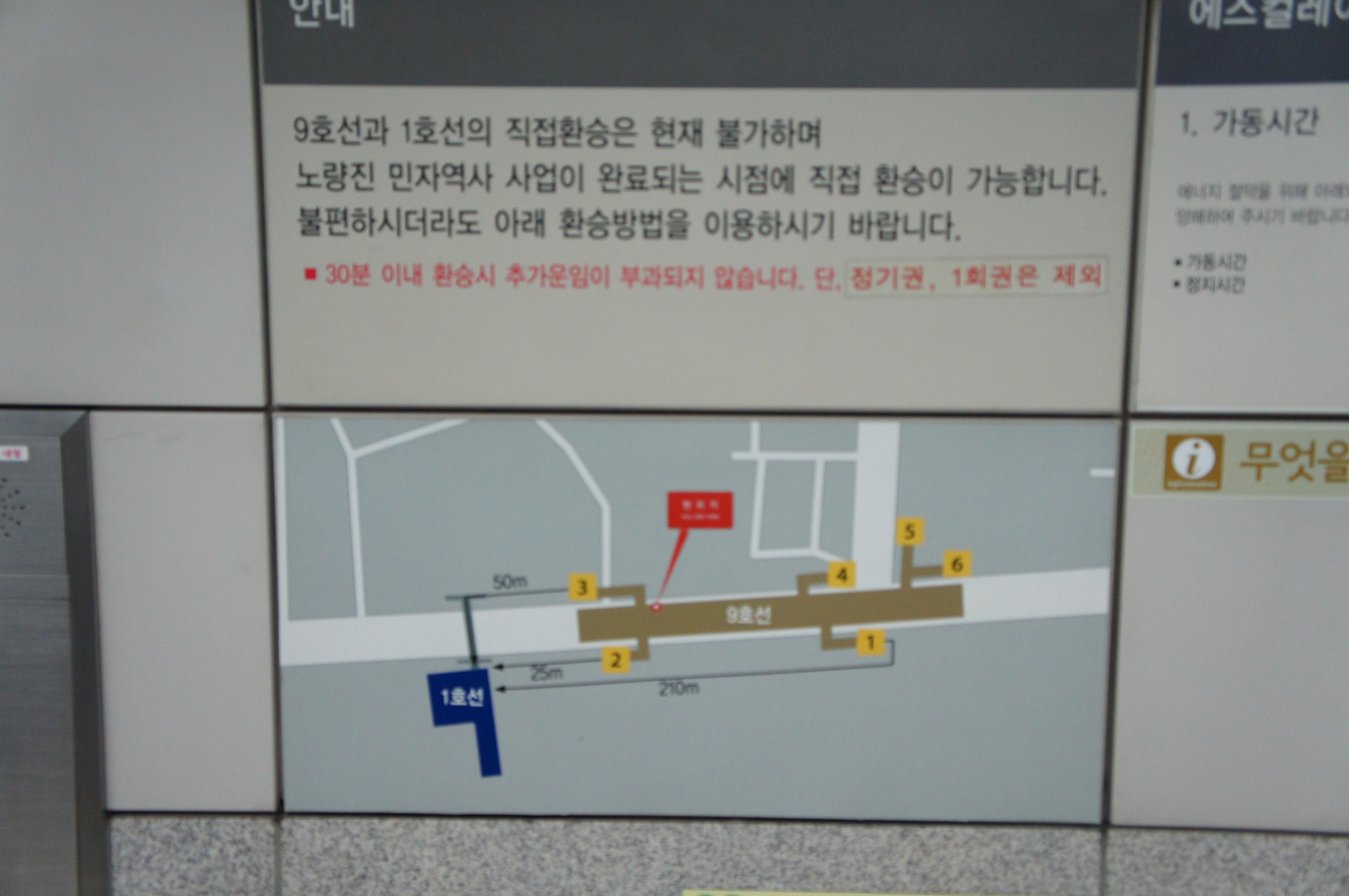
노량진역 환승에 관한 안내문(환승통로가 없이 2015년 10월 31일이 되기전)

서울 지하철 9호선 노량진역이 건설할 당시 본래는 환승 통로 공사를 포함하는 민자역사 건설 사업이 2008년 12월 23일에 착공하였으나, 한국철도공사와 시공사 간의 마찰로 민자역사 사업 계약이 파기되어 환승 통로가 마련되지 못하였다. 이 때문에 9호선 개통 후 2015년까지 운임 지역 밖을 경유하는 형태로 간접적으로 연결되었으며, 선/후불 교통카드(1회용 교통카드와 정기 승차권은 환승 처리 불가)를 사용할 경우에만 환승 처리에 따른 운임 할인을 받을 수 있었고 이때 환승 가능 횟수가 1회 차감되는 소프트 환승을 적용하였다. 한편 서울특별시에서는 이 문제를 해결하기 위하여 민자역사 사업과 별도로 환승 통로의 개설을 추진하여, 2011년 10월 5일부터 노량진역 정식 환승 통로를 착공하여 2013년 6월 완공을 목표로 결정하였다. 이후 통로의 완공 시기가 계속 지연되어, 2015년 10월 31일이 되어서야 새 환승 통로가 개통되었다.

## 역 주변
- 기독교TV (CTS)
- 유한양행 본사
- 노량진로
- 노량진수산시장
- 노량진1동 행정복지센터
- 노량진2동 행정복지센터
- 서울노량진초등학교
- 동작구청
- 서울동작경찰서
- 동작도서관
- 동작세무서
- 사육신공원

## 사진

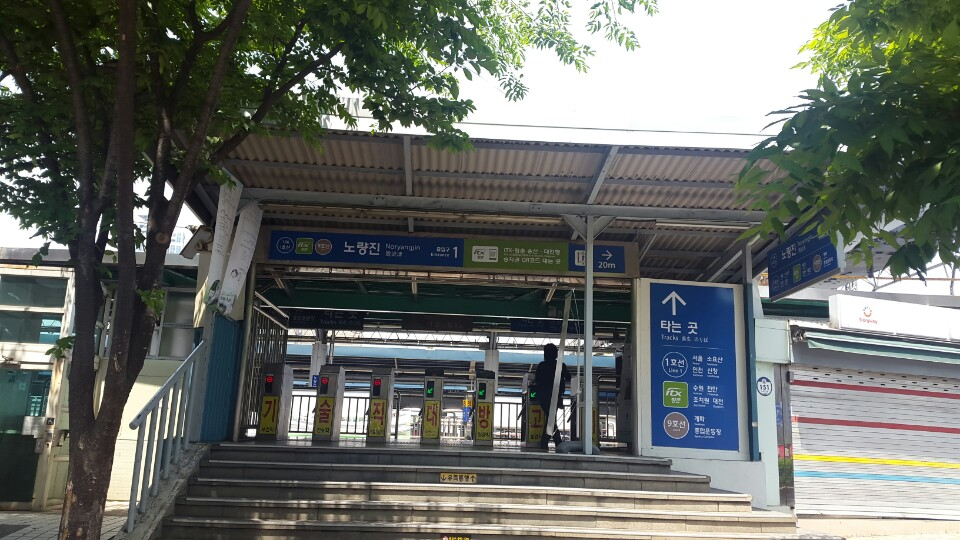
노량진역 1번 출입구
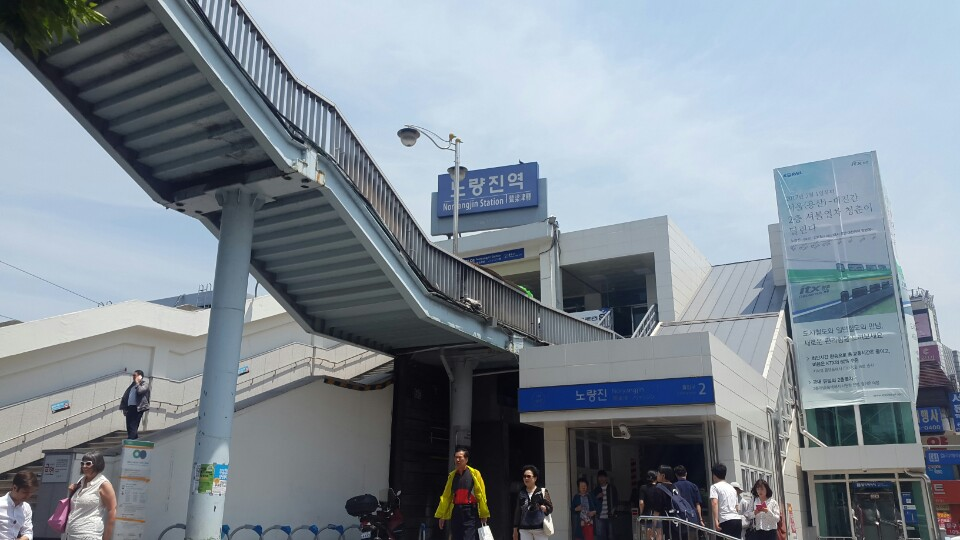
노량진역, 2번 출입구
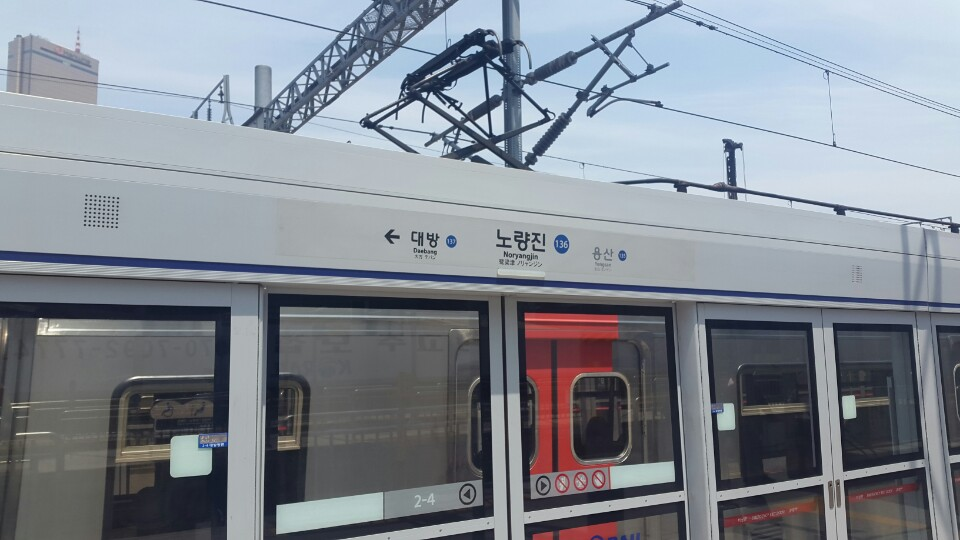
노량진역 반밀폐 스크린도어
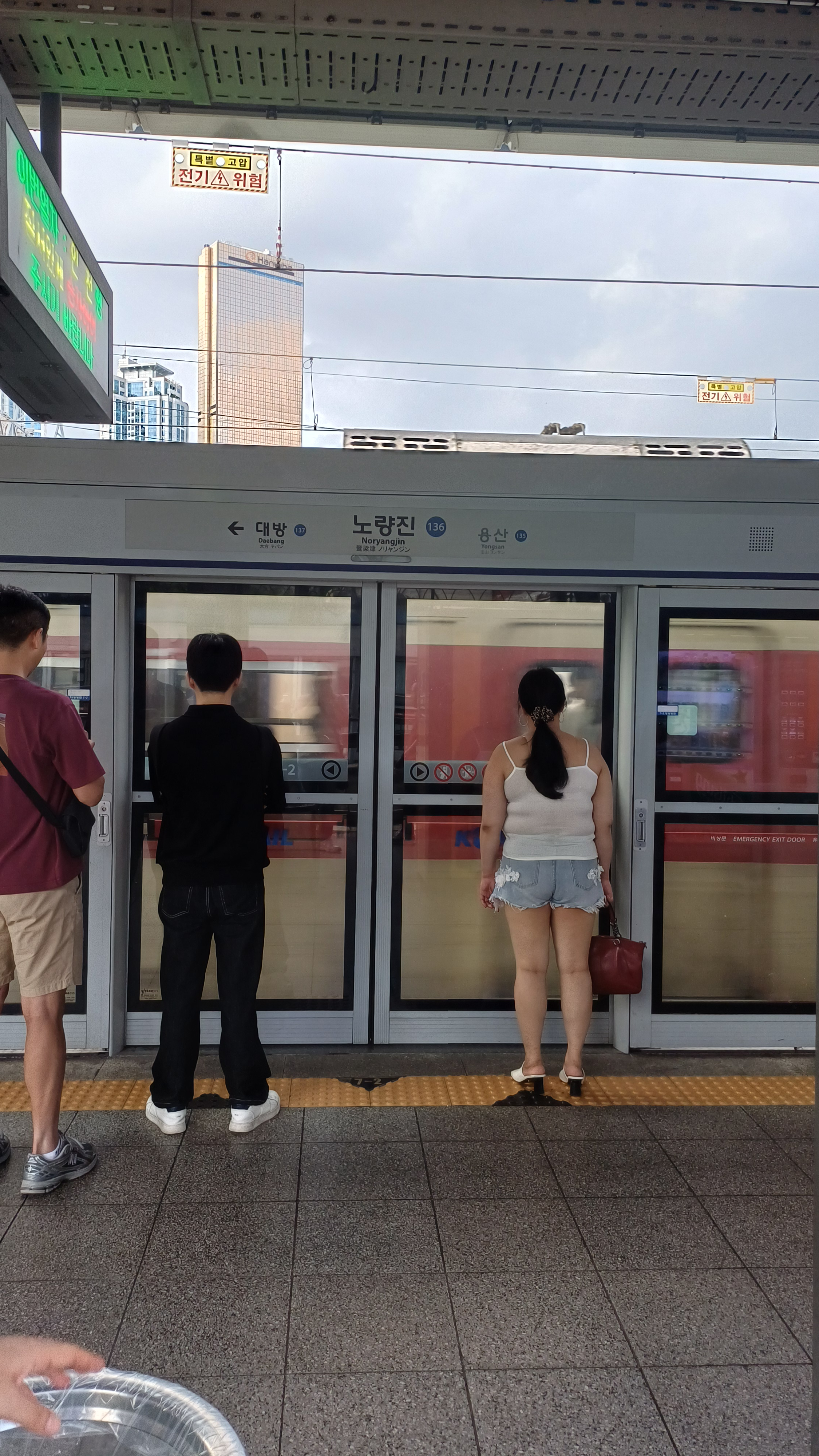
1호선 스크린도어
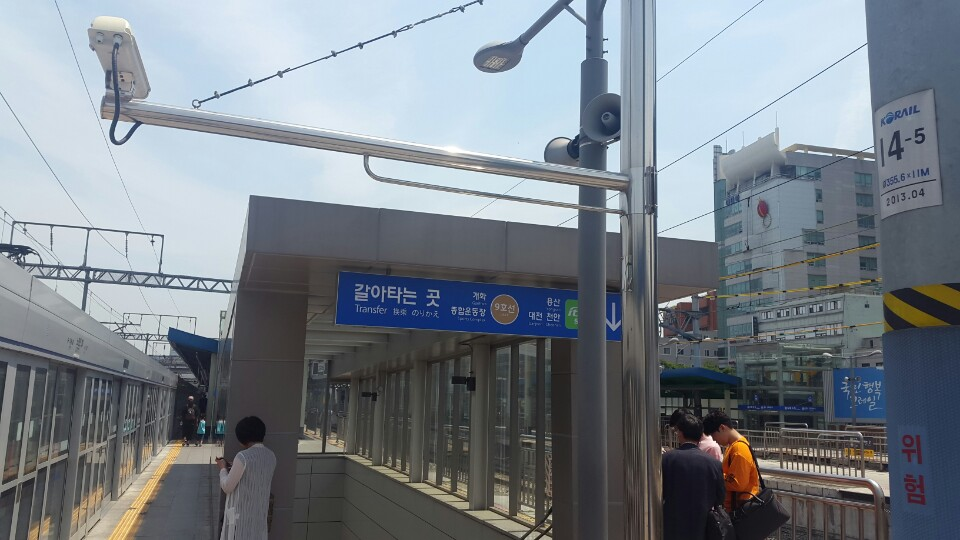
노량진역 환승통로(9호선 중앙보훈병원 연장 개통 전과 ITX-청춘 폐지 전)
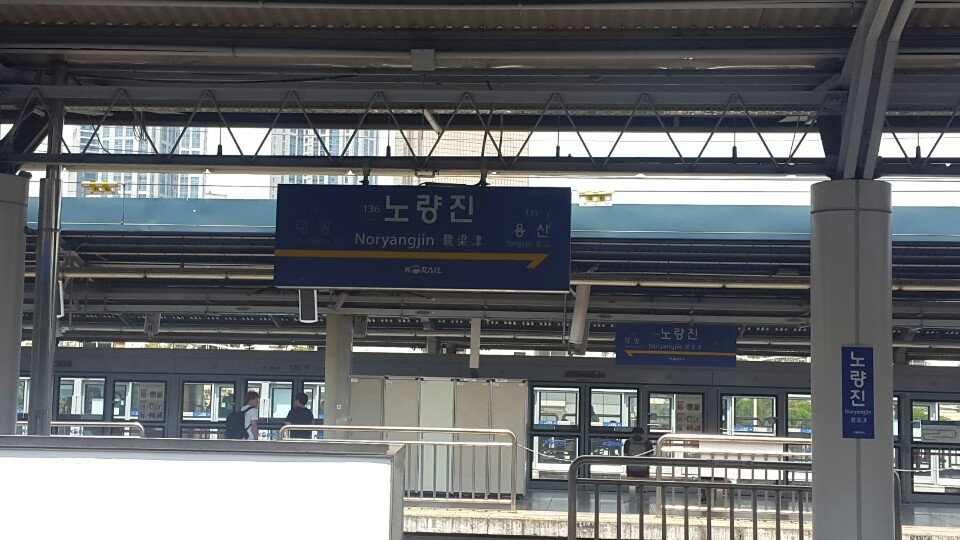
노량진역 승강장 (급행 승강장 스크린도어 설치 전)
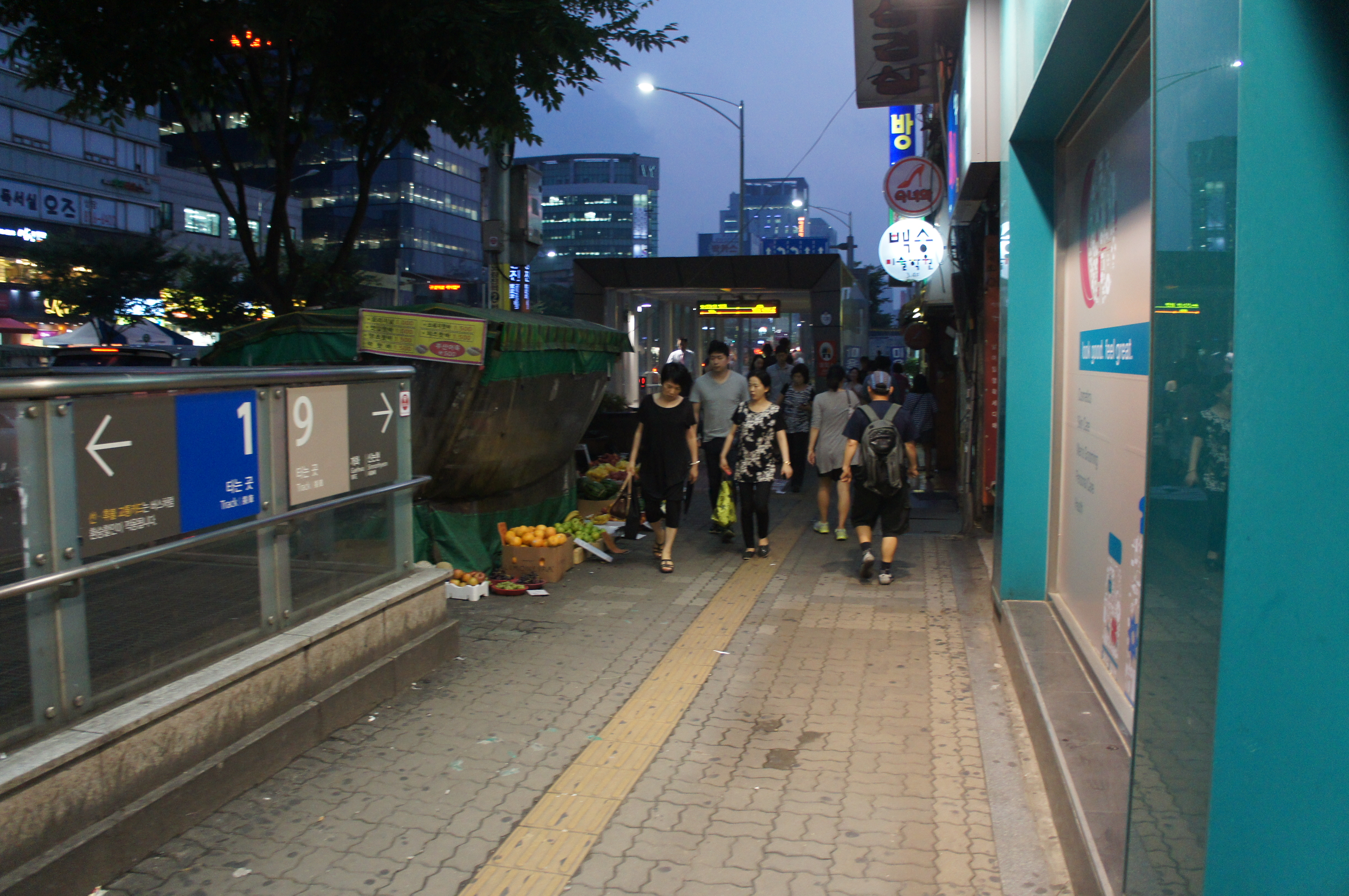
9호선 2번 출입구
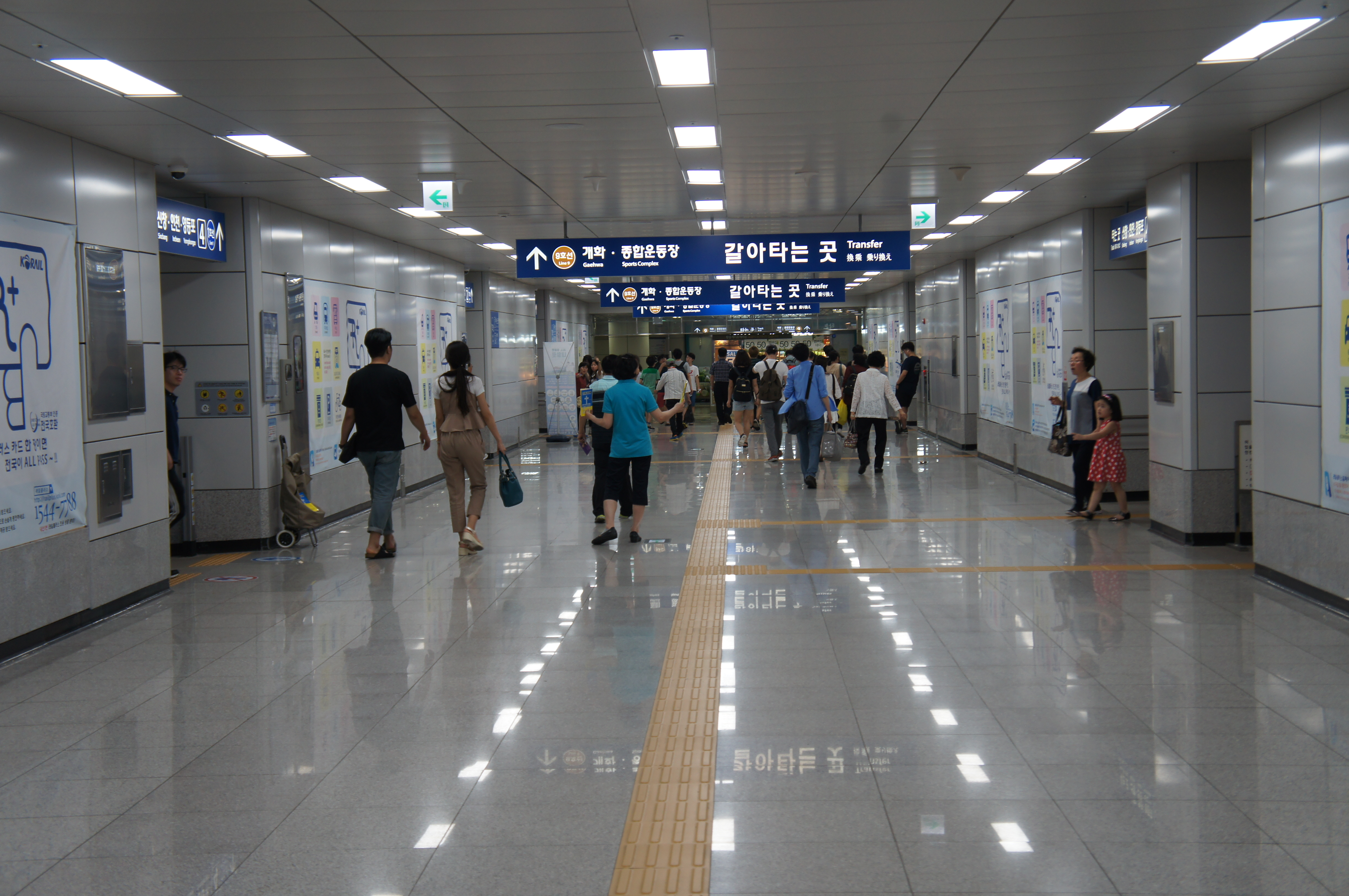
노량진역 정식환승통로(9호선 중앙보훈병원 연장 개통 전)
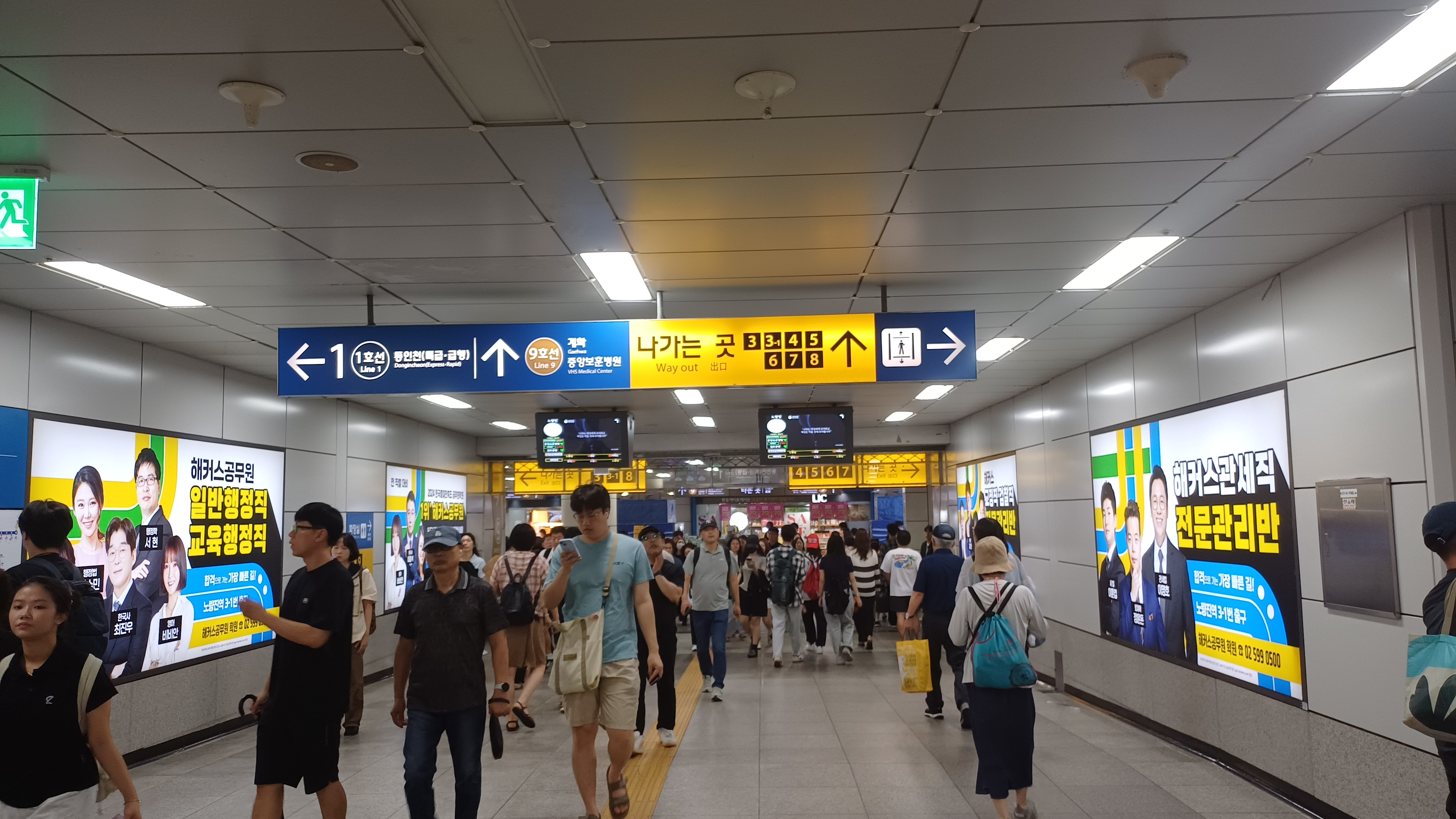
노량진역 환승통로

## 이용객 변동
9호선의 2009년 자료는 개통일인 2009년 7월 24일부터 12월 31일까지인 161일치만이 반영된 것이다.
| 노선  | 노선 | 일평균 인원수 (명/일) | 일평균 인원수 (명/일) | 일평균 인원수 (명/일) | 일평균 인원수 (명/일) | 일평균 인원수 (명/일) | 일평균 인원수 (명/일) | 일평균 인원수 (명/일) | 일평균 인원수 (명/일) | 일평균 인원수 (명/일) | 일평균 인원수 (명/일) | 각주                  | 각주                  | 각주   |
| 노선  | 노선 | 2000년                | 2001년                | 2002년                | 2003년                | 2004년                | 2005년                | 2006년                | 2007년                | 2008년                | 2009년                | 각주                  | 각주                  | 각주   |
| ----- | ---- | --------------------- | --------------------- | --------------------- | --------------------- | --------------------- | --------------------- | --------------------- | --------------------- | --------------------- | --------------------- | --------------------- | --------------------- | ------ |
| 1호선 | 승차 | 37,993                | 34,959                | 35,883                | 41,360                | 33,082                | 35,619                | 36,352                | 34,582                | 32,550                | 32,823                | [ 27 ]                | [ 27 ]                | [ 27 ] |
| 1호선 | 하차 | 33,359                | 33,915                | 38,709                | 39,428                | 33,697                | 36,679                | 37,270                | 35,142                | 33,161                | 32,843                | [ 27 ]                | [ 27 ]                | [ 27 ] |
| 9호선 | 승차 | 미개통                | 미개통                | 미개통                | 미개통                | 미개통                | 미개통                | 미개통                | 미개통                | 미개통                | 14,737                | [ 28 ]                | [ 28 ]                | [ 28 ] |
| 9호선 | 하차 | 미개통                | 미개통                | 미개통                | 미개통                | 미개통                | 미개통                | 미개통                | 미개통                | 미개통                | 16,848                | [ 28 ]                | [ 28 ]                | [ 28 ] |
| 노선  | 노선 | 일평균 인원수 (명/일) | 일평균 인원수 (명/일) | 일평균 인원수 (명/일) | 일평균 인원수 (명/일) | 일평균 인원수 (명/일) | 일평균 인원수 (명/일) | 일평균 인원수 (명/일) | 일평균 인원수 (명/일) | 일평균 인원수 (명/일) | 일평균 인원수 (명/일) | 일평균 인원수 (명/일) | 일평균 인원수 (명/일) | 각주   |
| 노선  | 노선 | 2010년                | 2011년                | 2012년                | 2013년                | 2014년                | 2015년                | 2016년                | 2017년                | 2018년                | 2019년                | 2020년                | 2021년                | 각주   |
| 1호선 | 승차 | 37,489                | 38,563                | 38,841                | 39,375                | 40,659                | 39,411                | 27,737                | 26,422                | 24,280                | 23,775                | 16,043                | 15,224                | [ 27 ] |
| 1호선 | 하차 | 36,978                | 37,843                | 38,230                | 38,513                | 39,884                | 38,984                | 27,565                | 26,079                | 23,746                | 23,242                | 15,763                | 14,878                | [ 27 ] |
| 9호선 | 승차 | 20,969                | 24,128                | 27,499                | 29,636                | 30,673                | 35,114                | 59,458                | 64,130                | 64,838                |                       |                       |                       | [ 28 ] |
| 9호선 | 하차 | 23,269                | 26,256                | 29,417                | 31,512                | 32,691                | 36,838                | 60,706                | 65,320                | 65,860                |                       |                       |                       | [ 28 ] |

## 인접한 역
| 경부선                                               | 경부선                                                                                 | 경부선                                                      |
| ---------------------------------------------------- | -------------------------------------------------------------------------------------- | ----------------------------------------------------------- |
| 135 용산 연천 방면 광운대 방면 용산 방면 청량리 방면 | ● 수도권 전철 1호선 경원-경인선 완행 · 경원선 급행 경부선 완행 경인선 급행 경부선 급행 | 137 대방 인천 방면 서동탄 · 신창 방면 동인천 방면 신창 방면 |
| 135 용산 방면                                        | ● 수도권 전철 1호선 경인선 특급                                                        | 139 영등포 동인천 방면                                      |
| 서울 지하철 9호선                                    |                                                                                        |                                                             |
| 915 여의도 김포공항 방면                             | ● 서울 지하철 9호선 급행                                                               | 920 동작 중앙보훈병원 방면                                  |
| 916 샛강 개화 방면                                   | ● 서울 지하철 9호선 일반                                                               | 918 노들 중앙보훈병원 방면                                  |